# Kyle Lowry
Kyle Lowry, född 25 mars 1986, är en amerikansk professionell basketspelare som spelar för Philadelphia 76ers i NBA. Han har tidigare spelat för Memphis Grizzlies, Houston Rockets, Toronto Raptors och Miami Heat.
Lowry ingick i det amerikanska lag som vann OS-guld i herrbasket vid olympiska sommarspelen 2016.